# Сервий Корнелий Долабелла Петрониан
Сервий Корнелий Долабелла Петрониан (лат. Servius Cornelius Dolabella Petronianus) — римский политический деятель конца I века.
Петрониан был сыном родственника императора Гальбы Гнея Корнелия Долабеллы и первой жены императора Вителлия Петронии. В 86 году он занимал должность ординарного консула вместе с императором Домицианом. Больше о карьере ничего неизвестно.
Его сыном был консул-суффект 113 года Сервий Корнелий Долабелла Мецилиан Помпей Марцелл.